# Schwarzes Gold (Album)
Schwarzes Gold ist ein Sampler des Labels Selfmade Records. Es erschien als erste Veröffentlichung des Independent-Labels am 4. April 2005. Der Vertrieb erfolgt durch Groove Attack GmbH. Schwarzes Gold wurde als CD- sowie in einer Vinyl-Version veröffentlicht.

## Hintergrund
2005 gründeten Flipstar, Rapper der Gruppe Creutzfeld & Jakob, und Slick One das Independent-Label Selfmade Records in Bochum. Als erster Rapper wurde der aus Essen stammende Favorite unter Vertrag genommen. Dieser ist mit dem Lied Ruhrpott 4 Life auch auf dem Sampler vertreten. Auch die beiden Gründer sind mit musikalischen Beiträgen auf der Veröffentlichung zu hören. Darüber hinaus soll Schwarzes Gold Hip-Hop-Musik des Ruhrgebiets repräsentieren. Darunter fallen etwa ABS, On an On, Brenna & Desasta, Terence Chill und Dike D. In einem Interview erklärte Slick One den Hintergrund der Veröffentlichung: „Unser Hintergrundgedanke war, erst einmal den Ruhrpott zu erreichen, so dass die Leute merken, es tut sich etwas.“ Bei der Auswahl der Interpreten haben sich Flipstar und Slick One eine Vielzahl an Hip-Hop-Musikern angehört und daraus eine Auswahl getroffen. Der Sampler könne, so Flipstar, keinen „absoluten Überblick“ über alle Rapper des Ruhrgebiets bieten und spiegele auch nicht das ganze Gebiet wider, sondern stehe vor allem für „die Battle-Rap-Lastigkeit der jüngeren Generation“.

### Titelliste
| #  | Titel                         | Künstler                     | Produzent              | Länge |
| -- | ----------------------------- | ---------------------------- | ---------------------- | ----- |
| 1  | Intro                         |                              | I Pro-Deuce            | 0:42  |
| 2  | Kein schöner Land             | Flipstar                     | Flipstar               | 3:30  |
| 3  | Schandfleck                   | Terence Chill                | Terence Chill          | 3:52  |
| 4  | Ruhrpott 4 Life               | Favorite                     | Rizbo                  | 2:54  |
| 5  | Auf einer Ebene               | ABS                          | Discopolo              | 3:54  |
| 6  | Wo Ich herkomm                | Slick One                    | Flipstar & I Pro-Deuce | 2:56  |
| 7  | Danke                         | 2 Seiten                     | Monroe                 | 3:35  |
| 8  | Ruff, Rugged ’n' Raw          | Creutzfeld & Jakob           | Flipstar               | 3:30  |
| 9  | Einfach                       | On an On                     | On an On               | 4:56  |
| 10 | Witten Untouchables           | Lakmann und Mess             | I Pro-Deuce            | 4:05  |
| 11 | Stadtstreicher                | Nelson feat. Spax und ZM Jay | We Got Soul            | 4:22  |
| 12 | Ich aim auf das Bizz          | Jason                        | Flipstar & I Pro-Deuce | 3:07  |
| 13 | Represent uns auf den Straßen | Brenna & Desasta             | Brenna                 | 3:52  |
| 14 | Was geht ab                   | Flipdoobie feat. Raw         | Flipstar & I Pro-Deuce | 3:31  |
| 15 | Niemals so wie Ich            | Dike D                       | Dike D                 | 4:26  |
| 16 | Magic Mess                    | Mess                         | I Pro-Deuce            | 3:34  |
| 17 | Painkiller                    | Inferno                      | EVGZ & Inferno         | 3:21  |

## Produktion
Als Hauptproduzenten treten Flipstar und I Pro-Deuce in Erscheinung. Flipstar steuerte Beats und Melodien der Stücke Kein schöner Land und Ruff, Rugged ’n’ Raw sowie in Zusammenarbeit mit I Pro-Deuce zu Wo Ich Herkomm, Ich aim auf das Bizz und Was geht ab bei. I Pro-Deuce ist darüber hinaus für die Produktionen für Intro, Witten Untouchables und Magic Mess verantwortlich. Terence Chill produzierte seinen Solotitel Schandfleck, Rizbo Ruhrpott 4 Life, Discopolo Auf einer Ebene, Monroe Danke und Paul Dammerau Einfach. Außerdem waren We Got Soul für die musikalische Untermalung zu Stadtstreicher, Brenna für Represent uns auf den Straßen sowie EVGZ und Inferno für Painkiller verantwortlich. Die Produktion von Niemals so wie ich wurde von Dike Uchegbu, Kolja Rötzel, Raymond Blanke und Thomas Viktor übernommen.
Das für Hip-Hop-Musik typische Stilmittel des Scratchens findet in zwei Liedern Verwendung. DJ Schänz arbeitete diese für Kein schöner Land und Junior High für Schandfleck aus.

## Vermarktung
Das erste Video des Labels stellte ein sogenanntes „Split-Video“ dar. Darin werden Teile dreier Lieder des Samplers umgesetzt. Das in schwarz-weiß gedrehte Video enthält die Stücke Kein schöner Land von Flipstar, Ruhrpott 4 Life von Favorite sowie Wo Ich herkomm von Slick One. Neben dem Video wurde ein Snippet zum Sampler, in dem die Lieder angespielt werden, veröffentlicht. Zur Vermarktung wurde darüber hinaus auf der 51. CD des Hip-Hop-Magazins Juice von Flipstar Kein schöner Land veröffentlicht.

## Kritik
Der Sampler wurde in einer Kritik der Internetseite Rap.de besprochen. Schwarzes Gold liefere einen guten Überblick über die Rapper des Ruhrgebiets, könne aber den Erwartungen einer Veröffentlichung, an der Creutzfeld & Jakob beteiligt sind, nicht gerecht werden. Der Redakteur hebt Kein Schöner Land von Flipstar als seinen Favoriten des Samplers hervor. Auch Favorite, der seine Texte mit „Power und Aggressivität“ vorträgt, wird gelobt. Sein Stück Ruhrpott 4 Life falle durch Punchlines und Angriffe auf andere Rapper auf. Jason überzeuge mit Ich aim auf das Bizz, trotz eines „guten Reimfluss[es]“, nicht. Dagegen sei Stadtstreicher von Nelson, Spax und ZM Jay hörenswert. Zusammengefasst seien nicht alle 17 Lieder gelungen, sodass sich für die Wertung des Samplers lediglich eine „Mittelwertung“ ergebe.
Die E-Zine Laut.de wertete Schwarzes Gold mit vier von möglichen fünf Punkten. Redakteur Philipp Gässlein lobt Flipstars Kein schöner Land als „hervorragende[n] Opener“. Positiv werden auch die Produktionen von Terenche Chill, Monroe und Rizbo gewertet, wobei Rizbo mit seinem Beat zu Ruhrpott 4 Life den „Überbeat der Compilation“ beisteuere. Favorite, der mit Ruhrpott 4 Life auf dem Sampler vertreten ist, erinnere an den frühen Eko Fresh und könne mit Punchlines wie „Dein Schwanz ist höchstens dick auf englisch“ überzeugen. Laut Gässlein könne Favorite mit der richtigen Vermarktung eine erfolgreiche Zukunft haben. Die zweite Hälfte des Samplers könne das hohe Niveau der ersten Stücke nicht halten. So sei etwa das Lied von Nelson „so spannend wie ein Tag in einer Autobahnraststätte“ und Jason blamiere sich bereits mit der Auswahl des Titels seines Solobeitrags. Als Fazit erklärt Gässlein, dass es sich lohne den Sampler zu kaufen, da Interpreten wie ABS, Creutzfeld & Jakob, Mess und Terence Chill gute Beiträge liefern und ein Großteil der Stücke über dem „Füllstoff-Niveau“ liegen.
Das Hip-Hop-Magazin Juice wertete Schwarzes Gold mit vier von möglichen sechs „Kronen“. In der Rezension zog die Redaktion eine Parallele zum Sampler German Dream Allstars des ebenfalls neugegründeten Labels German Dream von Eko Fresh. Beide Tonträger wurden zusammen behandelt. Schwarzes Gold erweise sich als stark regional geprägt. Einige Titel des Sampler strahlen zu viel Verbitterung aus, „um wirklich zu rocken“. Dennoch sei der Anspruch zu unterhalten und Risiken einzugehen spürbar. Sowohl German Dream Allstars als auch Schwarzes Gold zeigen viel versprechende Ansätze auf.